# Domingo Acedo
Domingo Gómez-Acedo Villanueva (ur. 6 czerwca 1898 w Bilbao, zm. 14 września 1980 w Getxo) – hiszpański piłkarz, napastnik. Srebrny medalista olimpijski z Antwerpii.
Jako zawodnik Athletic Bilbao był w kadrze reprezentacji podczas igrzysk olimpijskich w 1920, gdzie Hiszpania zajęła drugie miejsce. Acedo wystąpił w czterech meczach turnieju. Łącznie w kadrze rozegrał jedenaście spotkań i strzelił jedną bramkę. Z Athletic sięgał po Puchar Króla w 1915, 1916, 1917, 1921 i 1923.

## Kariera klubowa
Acedo spędził całą swoją karierę w Athletic Bilbao. Wygrał cztery krajowe zawody Copa del Rey, zdobywając jedną bramkę w finale 1916 i dwa razy w finale 1921. Wygrał także osiem regionalnych Mistrzostw Północy/Biskajskiej w ciągu 14 lat, grając u boku José María Belauste, Sabino Bilbao i Pichichi w klubie i kraju. Jego głównymi atrybutami były świetne tempo i umiejętności stałych fragmentów gry, w tym zdobywanie „goli olimpijskich” (bezpośrednio z rzutu rożnego).
Jest najmłodszym zawodnikiem i strzelcem w historii Athletic, który zadebiutował – i strzelił – w Campeonato Regional Norte 18 października 1914 roku, w wieku 16 lat, 4 miesiące i 12 dni. Nie został oficjalnie zarejestrowany jako zawodnik Athletic przez wymagane sześć miesięcy, a klub został usankcjonowany przez federację. Jego zapisy były czasami pomijane, a wyczyny błędnie przypisywane Agustínowi Gaínzie              (a następnie Ikerowi Muniainowi).